# بلج

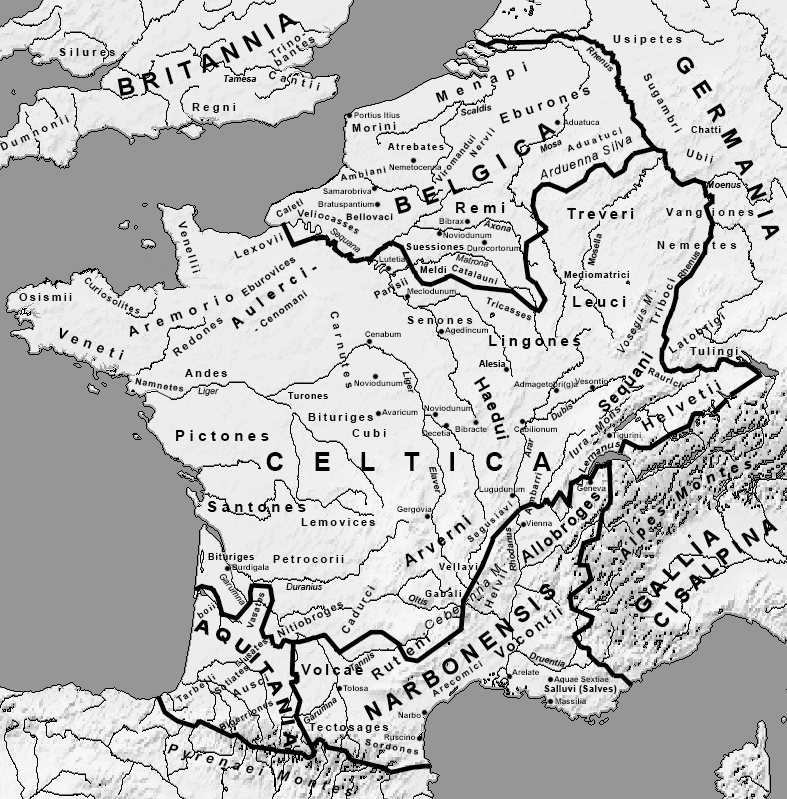
خريطة للموقع التقريبي لبلجي.

خريطة شمال شرق فرنسي حول 70 م.

البِلْج (باللاتينية: Belgae) هم مجموعات سكانية عاشت في شمال بلاد الغال، وذلك ابتداء من القرن الثالث قبل الميلاد في أقل تقدير. كانت كنفدرالية كبيرة من القبائل التي تعيش في شمال بلاد الغال، بين بحر المانش، والضفة الغربية لنهر الراين، والضفة الشمالية لنهر السين، على الأقل من القرن الثالث قبل الميلاد. تم مناقشتها في العمق من قبل يوليوس قيصر في حسابه من حروبه في بلاد الغال.